# Autokros

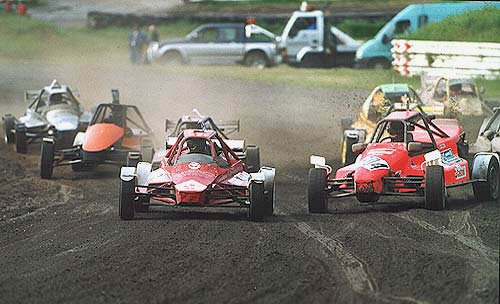
Autokrosové speciály

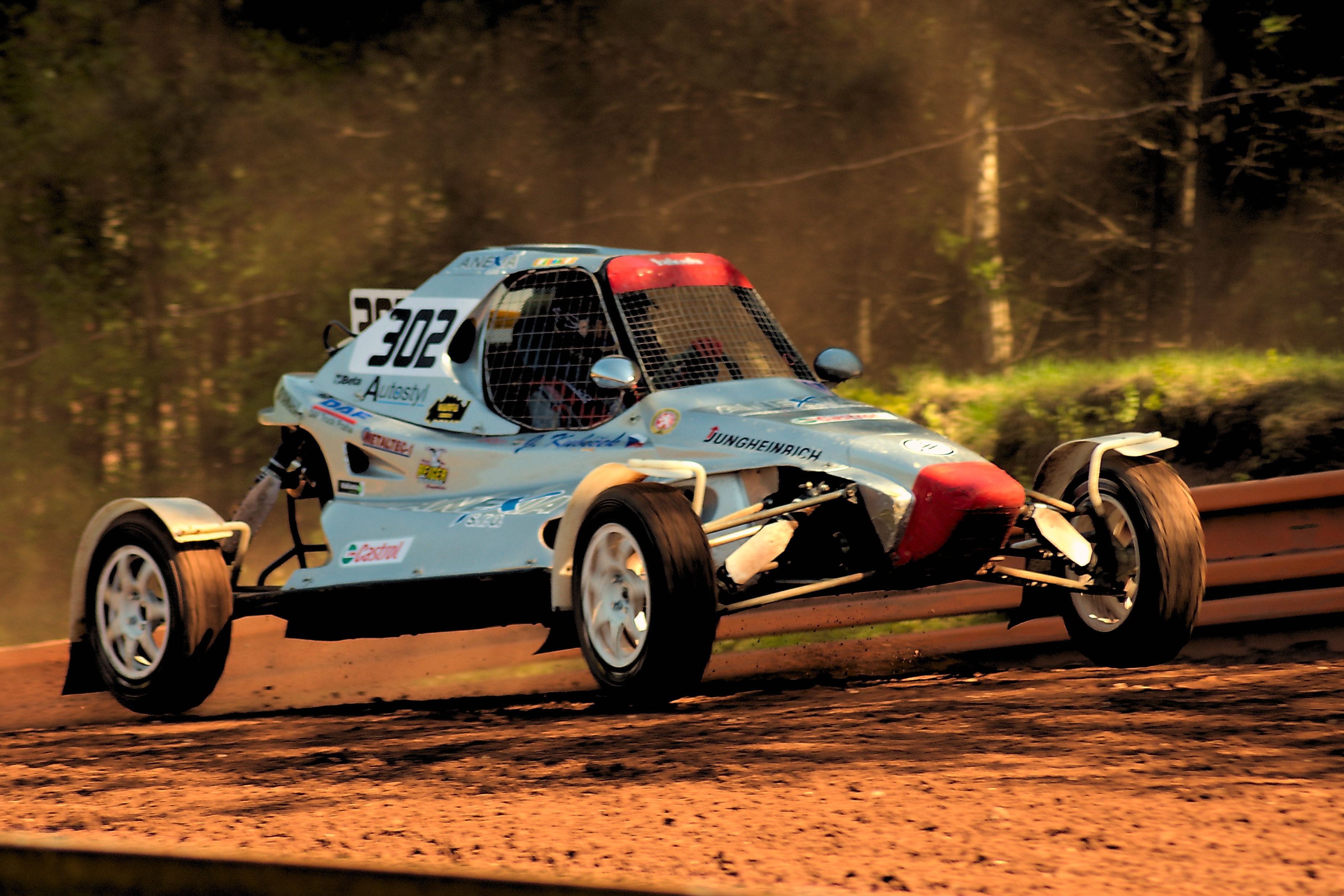
autocrossová buggy divize junior buggy Jakub Kubíček

Autokros (mezinárodně autocross) je motoristický sport, jehož závody se jezdí na speciálních okruzích na nezpevněném povrchu (hlína, štěrk, písek, jíl). Vozy jsou dle konstrukce a výkonu rozděleny do několika divizí. Divize jsou následující: Racerbuggy v divizi (160 Michal Hrčka, 125 Vláďa Hanák a 250 Dominik Starosta), Junior buggy, B1600 a Superbuggy. Dále pak "plechové" cestovní vozy a to s objemem motoru do 1600 cm³ a pohonem jedné nápravy a druhou divizí cestovních vozů touringcars s pohonem 4x4 a turbomotory. Autokros se jezdí v národních mistrovstvích, ale i mistrovství Evropy, které je nejvyšší autokrosovou ligou.

## Historie
Poprvé se autokrosové závody konaly v červenci 1947 ve Velké Británii. V Evropě se autokrosové závody konaly v roce 1968 v Gross Hofflein v Rakousku. Mistrovství České republiky v autokrosu se koná každý rok již od roku 1971 kdy se jel první závod v Československu.

### Externí odkazy

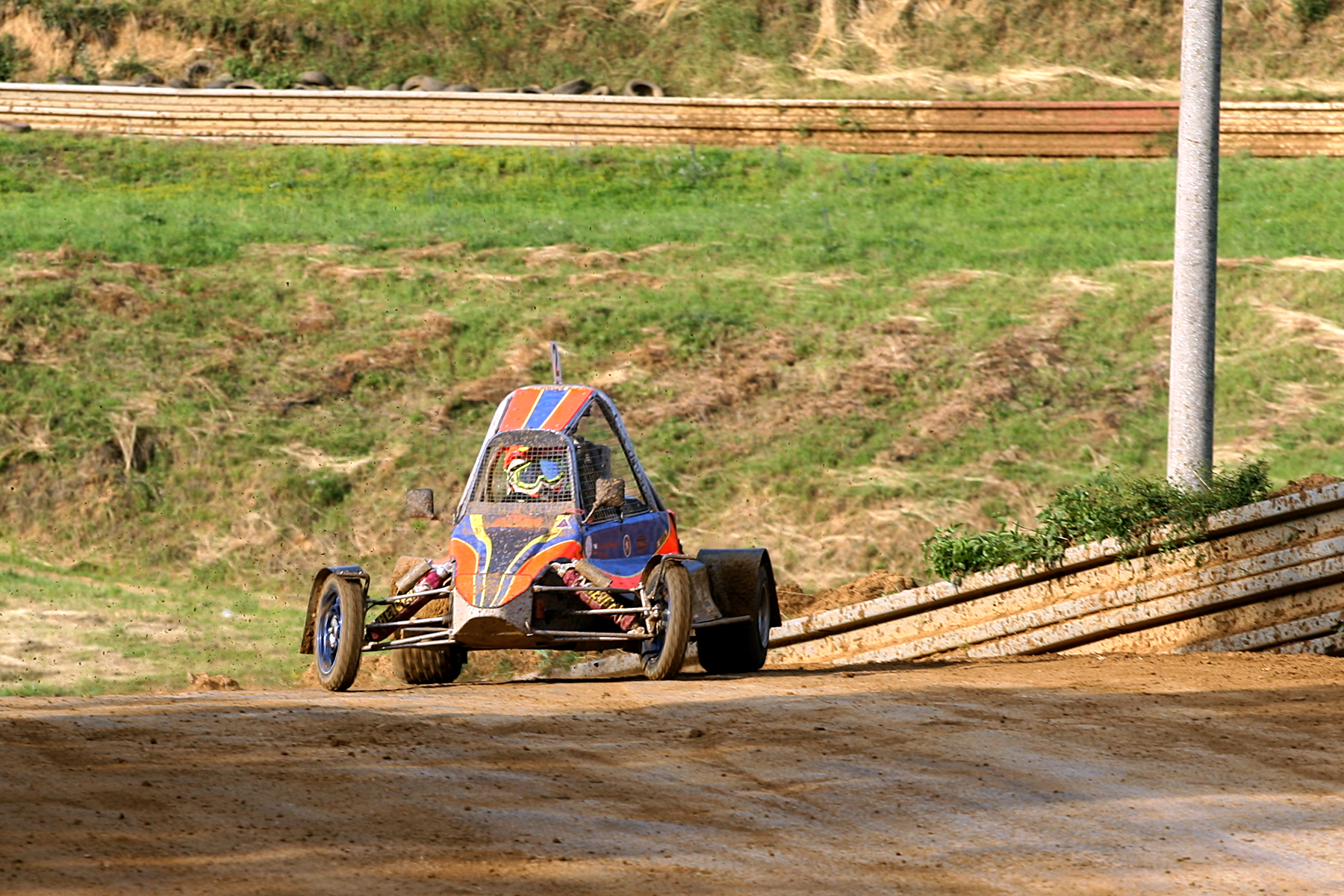
Divize Racer Buggy. Dominik Starosta